# Theresa Fonseca
Theresa Cristina Fonseca (São Paulo, 21 de novembro de 1997), conhecida como Theresa Fonseca, é uma atriz brasileira. Estreou na Rede Globo em Mar do Sertão (2022), interpretando Labibe, e ganhou destaque em Renascer (2024) como Mariana, protagonista da segunda fase do remake.

## Biografia
Residente no Rio de Janeiro desde 2021, Theresa nasceu no bairro de Higienópolis, em São Paulo, e, antes de fazer cursos de teatro, chegou a prestar vestibular para direito para seguir a “vocação da família” e formar-se em Publicidade e Propaganda; ainda durante essa graduação, começou a fazer aulas de teatro. Após especulações da mídia, declarou em entrevistas que nunca trabalhou como modelo antes de se consolidar como atriz.
Filha de uma dona de uma loja multimarcas e de um advogado, desde cedo Theresa viajava com a mãe para showrooms, o que fomentou seu interesse por moda. Já consolidada na atuação, fez campanhas de marcas como Chanel, BO.BÔ, Animale, Arezzo e Hering, além de ter participado do New York Fashion Week de 2024, representando a marca PatBo. Também participou do desfile da marca Isabel Marant no Paris Fashion Week 2025.
Em junho de 2025, anunciou seu noivado com o fotógrafo teuto-brasileiro Gustav von Fürstenberg.

## Carreira
Em 2022, fez sua estreia em novelas interpretando Labibe, nordestina de ascendência árabe e melhor amiga da protagonista Candoca (Isadora Cruz) que fazia par romântico com o príncipe Maruan (Pedro Lamin) em Mar do Sertão, da TV Globo.
Logo após, emendou em outros 2 trabalhos de grande destaque: Adelzira, uma jovem sequestrada por cangaceiros cuja trajetória foi inspirada na vida de Lídia, integrante do grupo de Lampião considerada a mulher mais bonita do sertão, na novela Guerreiros do Sol, produção original Globoplay gravada em 2023 e exibida em 2025; e Mariana, protagonista da segunda fase do remake de Renascer, originalmente vivida por Adriana Esteves. Sua interpretação, aliada a mudanças feitas pelo autor Bruno Luperi em relação à controversa personagem, foi elogiada pela crítica e pelo público, ao contrário do que ocorreu com Esteves em 1993.

## Filmografia

### Televisão
| Ano  | Título            | Personagem                                 | Notas                          |
| ---- | ----------------- | ------------------------------------------ | ------------------------------ |
| 2020 | Todxs Nós         | Júlia                                      | Episódio: "Porcos Privilégios" |
| 2022 | Mar do Sertão     | Maria Labibe Atar Ib'n El Chaddad (Labibe) |                                |
| 2024 | Renascer          | Mariana Paiva Ferreira                     |                                |
| 2025 | Guerreiros do Sol | Adelzira                                   | Original Globoplay             |